# شین دون (مجموعه تلویزیونی)
شین دون (کره‌ای: 신돈) یک مجموعه تلویزیونی محصول کره جنوبی سال ۲۰۰۵ بر پایه رمان ملکه شبح (کره‌ای: 다정불심) اثر پارک جونگ هوا و با بازی سون چانگ مین، جونگ بو سوک، سو جی هه، اوه مان سوک و کانگ مون یونگ است. این مجموعه از ۲۴ سپتامبر ۲۰۰۵ تا ۷ مه ۲۰۰۶، روزهای شنبه و یکشنبه ساعت ۲۱:۴۰ (کی‌اس‌تی) از ام‌بی‌سی پخش شد.
عنوان اولیهٔ این مجموعه با نام رمان یکی بود اما پس از اینکه سون چانگ مین نقش اصلی شین دون را گرفت، نام آن تغییر یافت. سون همچنین نخستین بازیگری خود در یک مجموعه تاریخی را در سال ۱۹۸۸ با حضور در داستان چون‌هیانگ انجام داد.

## بازیگران

### اصلی
- سون چانگ مین در نقش شین دون[۱۰][۱۱][۱۲]
  - کیم کیونگ هوان در نقش جوانی شین دون
- جونگ بو سوک در نقش پادشاه گونگ‌مین[۱۳][۱۴]
- سو جی هه[۱۴][۱۵][۱۶] در نقش پرنسس نوگوک / بانیا
  - بانگ جون سو در جوانی بانیا[۱۷]
  - جون ها اون در نقش کودکی بانیا[۱۷]
- اوه مان سوک در نقش وون هیونگ[۱۸][۱۹][۲۰]
- کانگ مون یونگ در نقش چو سون[۲۱][۲۲][۲۳]